# Elizabeth Craig
Marion Elizabeth „Betty” Craig (ur. 26 września 1957 w Brockville) – kanadyjska wioślarka, srebrna medalistka olimpijska i pięciokrotna medalistka mistrzostw świata.

## Kariera
Wystąpiła na igrzyskach olimpijskich w Montrealu w 1976, zajmując piąte miejsce w dwójkach bez sternika. Nie wystartowała na igrzyskach olimpijskich w Moskwie w 1980 z uwagi na bojkot tych zawodów przez Kanadę. Brała za to udział w igrzyskach olimpijskich w Los Angeles w 1984, gdzie wspólnie z Tricią Smith wywalczyła srebrny medal w dwójkach bez sternika. O 3,46 sekundy przegrały tam z osadą Rumunii, a o 4,44 sekundy wyprzedziły reprezentantki RFN. 
W dwójkach bez sternika zdobywała także srebro na mistrzostwach świata w Cambridge (1978) i na mistrzostwach świata w Monachium (1981) oraz brąz na mistrzostwach świata w Amsterdamie (1977), mistrzostwach świata w Lucernie (1982) i mistrzostwach świata w Duisburgu (1983). W latach 1977-78 partnerowała jej Susan Antoft, a w kolejnych Tricia Smith. 
Po zakończeniu kariery zamieszkała na farmie w Kolumbii Brytyjskiej.